# Port lotniczy Port Vila
Port lotniczy Port Vila (IATA: VLI, ICAO: NVVV) – międzynarodowy port lotniczy położony w Port Vila. Jest największym portem lotniczym Vanuatu i głównym hubem linii lotniczych Air Vanuatu. Długość pasa pozwala na przyjmowanie samolotów Boeing 767. Loty odbywają się tam 7 dni w tygodniu.
Odloty
- Terminal Międzynarodowy

Air Vanuatu (Auckland, Brisbane, Canberra, Melbourne, Nadi, Numea, Honiara, Sydney)
Aircalin (Numea)
Air Pacific (Nadi)
Air New Zealand (Auckland)
Qantas (Sydney)
Virgin Blue (Sydney)
- Terminal krajowy

Air Vanuatu (Epi), (Tanna), (Pentecost), (Mota lava), (Espiritu Santo), (Norsup), (Ambrim), (Sola), (Erromango), (Maewo), (Aniwa), (Futuna), (Torres), (Melekula)